# رومریتو (بازیکن فوتبال، زاده ۱۹۷۷)
رومریتو (انگلیسی: Romerito؛ زادهٔ ۲۰ فوریهٔ ۱۹۷۷) بازیکن فوتبال است.